# Tsoúkka (Rhodope)
Tsoúkka (grec moderne : Τσούκκα) est une localité située dans le dème d'Arrianá, dans le district régional de Rhodope, dans la periphérie de Macédoine-Orientale-et-Thrace, en Grèce.
Selon le recensement de 2011, elle compte 65 habitants.